# Ceropegieae
Ceropegieae es una tribu de plantas de la familia Apocynaceae (orden Gentianales).  Esta tribu de divide en las siguientes subtribus.

## Subtribus
| - Anisotominae - Heterostemminae | - Leptadeniinae - Stapeliinae |